# Design de Comunicação Educacional
Design de Comunicação Educacional é uma expressão cunhada pelo Prof. Dr. Chao Lung Wen, chefe da disciplina de Telemedicina da Faculdade de Medicina da USP (FMUSP), para uma equipe de comunicação que trabalha com o desenvolvimento de ferramentas (tecnológicas e educacionais) para a transmissão de informações na área de saúde.

## A arquitetura das informações
O aprendizado do conhecimento científico tem relação, além do modelo pedagógico, com a forma como é feita a comunicação do conteúdo ao público-alvo. Portanto, o desenvolvimento de uma boa estratégia de comunicação pode potencializar o aprendizado.
Os especialistas no desenvolvimento dessas estratégias (arquitetura da informação) de transmissão de informações - e por que não dizer, conhecimentos - são os profissionais de comunicação.
A importância das estratégias que serão utilizadas nessa arquitetura cresce ainda mais quando se considera o fator da distância física, o que torna o planejamento acerca da teleducação uma área de domínio do comunicador. Porém, como as principais profissões, a medicina é repleta de termos técnicos, o que dificulta o envolvimento direto de um profissional de comunicação no desenvolvimento de um trabalho de apoio, a não ser que ele seja capacitado para isso. Com esse objetivo, a Disciplina de Telemedicina da Faculdade de Medicina da Universidade de São Paulo  (FMUSP) implantou um grupo especializado no planejamento das formas de comunicação para fins de educação na área. Esse grupo, formado por profissionais de jornalismo e da área de audiovisual, entre outros, foi denominado Design de Comunicação Educacional.

### Multimeios
O ponto de destaque desse grupo é a utilização de multimeios para coordenar todo o processo de aprendizado e interatividade, associando-os com a computação gráfica em 3D e com ferramentas tecnológicas. Esta associação gera o modelo da teleducação interativa. Na Disciplina de Telemedicina da FMUSP, o Design de Comunicação Educacional conta com o apoio do Projeto Homem Virtual(sequências de animação tridimensional do corpo humano), da infraestrutura de teleducação (representada pela videoconferência), dos recursos de website (cybertutor, cyberambulatório, video streaming, webconferência) e de ambientes de estúdio de televisão e áudio.
Muitos desses recursos são evidenciados no conteúdo interativo dos 7 volumes da obra Clínica Médica, que disponibiliza ferramentas em áudio e vídeo para facilitar o estudo sistemático e também fornece recursos para melhorar a relação médicopaciente.
Os profissionais do Design de Comunicação Educacional são especializados no planejamento estratégico (arquitetura) da construção de conhecimentos através da comunicação.

### Trabalho conjunto
O trabalho conjunto com profissionais de outras áreas aumenta substancialmente a eficácia do processo de educação. Para chegar ao seu objetivo, os comunicadores possuem conhecimentos fundamentais sobre saúde, o que permite que projetem uma linguagem acessível ao público-alvo. O texto transformado é supervisionado por especialistas, para que não haja imprecisões de informação durante o processo de facilitação da linguagem.
Para tornar o processo educacional agradável e facilitar o aprendizado, a equipe de Design de Comunicação Educacional combina adequadamente cada tipo de mídia (texto, áudio e vídeo), preparando materiais educacionais segundo métodos amplamente utilizados nos meios de comunicação (revistas, jornais, cinema, televisão, rádio, Internet, entre outros).
O Design de Comunicação Educacional atua significantemente na mídia escrita, desde o planejamento das publicações até sua finalização. Este trabalho requer o domínio do assunto abordado e das estratégias de cada tipo de publicação (livros, guias, fôlderes, cartazes, revistas, jornais etc.). No aspecto tecnológico, o conteúdo é realizado principalmente para a Internet, e leva em consideração a importância de uma boa arquitetura de informação, geralmente traçada pela mesma equipe de Design de Comunicação Educacional. A distribuição do conteúdo dentro desta arquitetura é feita com base no conceito de seleção das mensagens mais significativas e em sua transformação em breves títulos, ou seja, elas são convertidas em links para um conteúdo relacionado, que podem ser dispostos na forma de índice. Quando lidos de maneira sequencial, estes títulos, por si só, transmitem informações completas, permitindo que uma breve leitura seja suficiente para a aquisição dos principais conhecimentos.
Outro exemplo do trabalho de uma equipe de Design de Comunicação Educacional são os módulos narrados do Homem Virtual. Por si só, o Homem Virtual não apresenta tipo algum de narração, pois foi desenvolvido para ser utilizado como objeto de aprendizagem.
Sem áudio, o médico, professor ou estudante de medicina pode usar o Homem Virtual para desenvolver conteúdos próprios, de acordo com seu objetivo. No entanto, quando surge a necessidade de comunicar informações importantes sobre saúde para a população em geral, é necessário valer-se de uma narração que oriente o espectador. Dessa forma, o Design de Comunicação Educacional agrega ao objeto de aprendizagem Homem Virtual os recursos complementares de narração, sonoplastia e inclusão de mensagens significativas (legendas com frases de destaque). Para isso, é realizado um processo de roteirização (ordenação das seqüências do Homem Virtual e criação de uma locução que siga uma ordem lógica de encadeamento de idéias, visando informar e motivar a busca por mais informações sobre determinado tema).
Na área audiovisual, a equipe de Design de Comunicação Educacional busca a fluidez das ideias, além da linguagem simplificada. São muitas as informações científicas, portanto, a estratégia não é esgotar os assuntos, mas motivar o espectador a complementar o seu aprendizado por meio do website www.projetohomemvirtual.org.br. Os comunicadores do Design de Comunicação Educacional têm como tarefa ajudar o públicoalvo a construir o conhecimento em saúde, de maneira interativa.
Para isso, eles trabalham no desenvolvimento de Ambientes Interativos de Aprendizagem. Os AIAs (Arquiteturas de Informação) unem três fundamentos:
- Espaços Culturais Digitais: espaços físicos abertos à visitação do público em geral ou à participação de uma determinada comunidade que levam as pessoas a vivenciarem um assunto em saúde, por meio dos vídeos narrados do Homem Virtual associados a cartazes, cenários, maquetes, recursos de som e iluminação etc.
- Websites: permitem a complementação do aprendizado após as visitas aos Espaços Culturais Digitais e mesmo sua preparação antes de visitar estes espaços. É no website que o público-alvo verifica se realmente aprendeu os principais conceitos abordados durante sua visita e expande seus conhecimentos.
- Comunicação: sem uma forte atuação da área de comunicação não é possível a construção adequada dos Espaços Culturais Digitais e nem mesmo da arquitetura e produção de conteúdo para os websites. É a comunicação que, usando os dois espaços (real e virtual), motiva a manutenção do conhecimento por multimeios e permite a formação de redes de troca de informações.

Sempre considerando as particularidades de cada público-alvo, o Design de Comunicação Educacional também trabalha na construção de áudioinformações, áudiodicas e áudiolivros. Este recurso também é útil a médicos, profissionais de saúde, estudantes e professores universitários, desde que com linguagem adequada. Assim, as informações podem ser ouvidas a qualquer momento, em aparelhos celulares, no carro e em aparelhos de MP3.
A perspectiva da área de Design de Comunicação Educacional é formar uma rede de vários grupos para apoiar o conceito de que a comunicação pode ser utilizada para a educação social, potencializando as estratégias de saúde.
Mais informações sobre esse assunto podem ser obtidas no livro Clínica Médica.